# Fonteblanda
Fonteblanda est une frazione située sur la commune de Orbetello, province de Grosseto, en Toscane, Italie. Au moment du recensement de 2011 sa population était de 1 088 habitants.

## Géographie
Le hameau est situé sur le golfe de Talamone dans la côte tyrrhénienne, à l'extrémité sud du parc naturel de la Maremme et à 25 km au sud de la ville de Grosseto. Près du village se trouve l'embouchure de la rivière Osa, avec son ancien bains romain.

## Monuments
- Église Santa Maria Goretti, conçue par l'ingénieur Ernesto Ganelli (en) en 1950 mais consacrée seulement en 1980[1],[2]
- Église Santa Maria dell'Osa, située dans la pinède de la plage d'Osa, a été conçue par l'architecte Ico Parisi (it) en 1963[3]
- Poggio Talamonaccio : colline située au sud du village, elle conserve une tour médiévale et les vestiges du temple étrusque de Talamonaccio datant de la fin du IVe siècle av. J.-C.